# 柏郎嘉宾

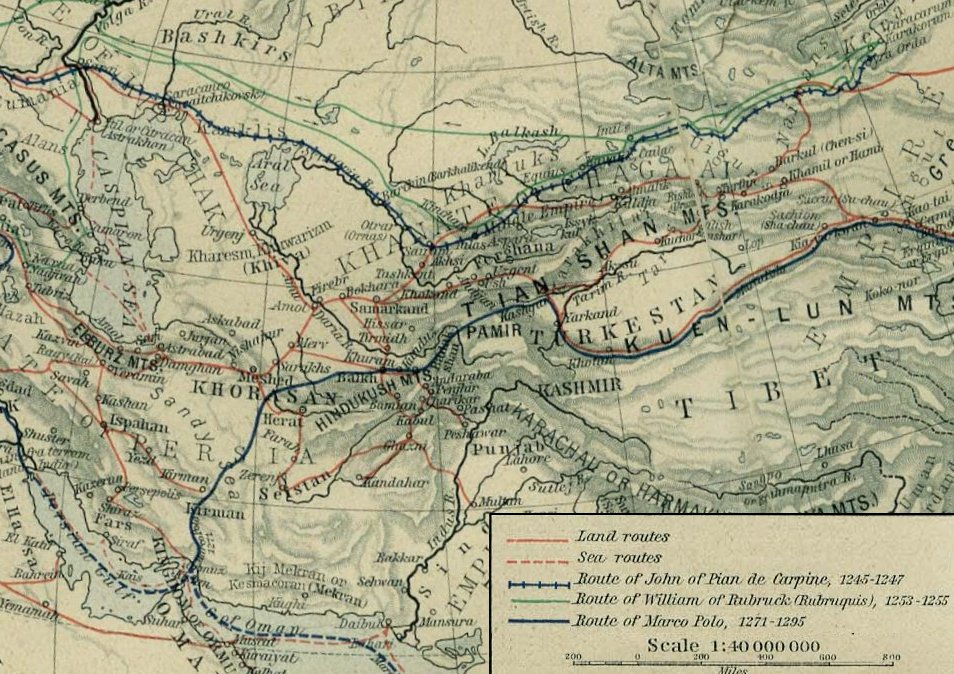
柏郎嘉宾出使蒙古路线图

若望·柏郎嘉宾（義大利語：Giovanni da Pian del Carpine；1180年—1252年8月1日），又译普兰·迦儿宾，意大利翁布里亚人，天主教方济各会传教士。1246年，他奉教宗诺森四世派遣，携国书前往蒙古帝国，抵达上都哈拉和林，晋见蒙古大汗贵由（窝阔台之子），成为第一个到达蒙古宫廷的欧洲人，并在蒙古行纪中留下了西方对蒙古帝国统治下的中亚、罗斯等地的最早记录。

## 生平
柏郎嘉宾生于意大利中部的翁布里亚。在方济各会身居高位。先后在德意志、西班牙等地任职。1241年4月，西征欧洲的蒙古大军在列格尼卡战役中大败波德联军。天主教欧洲一片惊惶。四年后，聖座对蒙古的忧虑仍然不减。教宗依諾增爵四世决定派遣一个教团前往蒙古，一方面谴责蒙古军队对基督徒土地的侵略，一方面为了取得关于蒙古军队的可靠资料。此外，聖座也有联合蒙古人打击穆斯林的目的。
柏郎嘉宾被教宗任命为全权特使，携带着教宗写给蒙古大汗的亲笔信，Cum non solum。1245年4月16日，复活节，柏郎嘉宾从教宗居住地里昂出发前往东方。柏朗嘉宾此时已经年过六旬，且身体肥胖，特获准骑驴代步。在经过波希米亚、波兰和基辅罗斯之后，柏郎嘉宾一行渡过伏尔加河，来到金帐汗拔都的营帐。
1246年7月22日，柏郎嘉宾一行终于到达上都哈拉和林。8月24日，贵由登基大汗，柏郎嘉宾获准参加。不久，柏郎嘉宾得到召见，并呈上教宗的两封书信。第一封信是对基督福音的详细阐述，第二封信则劝告蒙古大汗停止向西方进攻，并对蒙古军队的滥杀无辜表示谴责。贵由汗在回信中完全拒绝了教宗的要求，并对教宗进行指责和威胁。出使以失败而告终。
柏朗嘉宾于同年11月13日踏上归途，穿越拔都驻地，经过基辅，返回西欧。1247年11月，柏朗嘉宾回到里昂，朝觐教宗，并呈递贵由复函。
不久，柏朗嘉宾以教宗使节的身份拜访法王路易九世。此后，出任安蒂瓦利總教區總主教。1252年，在今塞尔维亚境内的达尔马提亚任内去世。

## 著作
《蒙古史》（Ystoria Mongalorum），全名“我们称为鞑靼的蒙古人的历史”（Historia Mongalorum quos nos Tartaros appellamus），通译《柏郎嘉宾蒙古行纪》，又译《鞑靼蒙古史》，是柏郎嘉宾在蒙古帝国的旅行記錄。該書成書於1240年代，是歐洲人對蒙古最古老的紀錄。柏郎嘉宾也是第一位嘗試以編年體撰寫蒙古歷史的歐洲人。